# Naryn (rzeka)
Naryn – rzeka w Kirgistanie i Uzbekistanie.
Długość 807 km, powierzchnia dorzecza 59,1 tys. km². Źródła w górach Tienszan. Po połączeniu z Kara-darią tworzy Syr-darię. Nad rzeką położone jest miasto o nazwie Naryn (znajdujące się w Kirgistanie).